# Tour Landscape
La Tour Landscape (anteriormente conocida como Tour Pascal) es un rascacielos situado en el distrito de negocios de La Défense, cerca de París.
Ubicado en Place des Degrés en Puteaux, el complejo inmobiliario Landscape forma parte del proyecto Rose de Cherbourg que prevé la remodelación del anillo Boulevard Circulaire en un paseo con vegetación suspendida inspirado en la High Line de Nueva York, así como nuevos enlaces entre la ciudad de Puteaux y La Défense.
Construida originalmente en 1983, la modernización de la torre se inauguró en marzo de 2021.